# Olivier Bonnaire
Olivier Bonnaire (født 2. marts 1983) er en fransk tidligere professionel cykelrytter, som seneste kørte for det professionelle cykelhold Française des Jeux.